# Polk City (Florida)
Polk City è un comune degli Stati Uniti d'America, situato nello Stato della Florida, nella contea di Polk.